# Позориште Пуж
Позориште Пуж, познато и као Позориштанце Пуж, је професионално репертоарско позориште за децу, основано 1977. године у Београду. Налази се у улици Радослава Грујића број 21. Оснивачи позоришта су глумац Бранислав Милићевић, чувени Бранко Коцкица и режисерка Слободанка Цаца Алексић, која је била и дугогодишњи управник позоришта.

## О позоришту
Професионално репертоарско позориште за децу Пуж основано је 1977. године. Основали су га  глумац, кант-аутор и драмски писац Бранислав Милићевић и редитељка Слободанка Цаца Алексић, која је дуго година, све до 2005, била и управник, односно директор, а у њему је радила до смрти, 2019.
Одмах по оснивању Позориште није имало своју салу, већ су представе гостовале у разним салама, па се зато тада звало Путно позориштанце Пуж. Фебруара 1988. Позориште Пуж добило је своју салу у улици Божидара Аџије (данас Радослава Грујића) у београдској Општини Врачар. Сала има 228 седишта, 180 у партеру и 48 на балкону. Позориште има модерну расвету и тонске уређаје, као и малу столарску радионицу.

### Име
Због чињенице да током првих 11 година није имало своју, већ је са својим представама гостовало по разним салама, Позориште је и добило име „Пуж” — зато што пуж носи своју кућицу са собом и свуда се осећа као код куће.

## Репертоар
Своје представе Пуж игра сваког викенда (петком, суботом и недељом)  у својој сали, а осталим данима иде на гостовања. На матичној сцени годишње одигра око 270 представа, а на гостовањима око 30.
У Позориштанцу Пуж играју се представе различитих жанрова. Прилагођене су публици узраста од 3 до 10 година, али долазе и млађа. У свакој представи има по нечег и за родитеље, па је први слоган позоришта: Представе су искључиво за децу и одрасле. Представе су едукативне, а неке имају и конкретну поруку. Тако је, на пример, у представи Ивица и Марица порука да је љубав важнија од новца, а у представи Четири прасета да су сложна браћа непобедива. Због тога је је други слоган позоришта Витамин за душу. Према речима Бранка Милићевића, овако директне поруке у представама за одрасле нису пожељне, али „деци треба баш јако строго објашњавати о чему се ради и шта није добро, а шта је добро”. Најмлађој публици намењене су музичке представе у којима често наступа и хор Бранкови Пужићи, који је основан у оквиру позоришта и у коме певају деца предшколског и млађег школског узраста.

### Представе
1. Бранков урнебес
2. Гусаријада
3. Татата-тира
4. Црвенкапа
5. Џиновска торта
6. Неваљала принцеза
7. У свету постоји једно царство
8. Чаробни нос
9. Господар песме
10. Тајна супер блага
11. Златна торта за златну принцезу
12. Ивица и Марица
13. Успавана лепотица
14. Лепотица и Зверко
15. Лаза мамина маза
16. Пипи кратка чарапа
17. У лажи су кратке ноге
18. Пепељуга
19. Робин Худ
20. Себични принц
21. Шашави квиз
22. Луња и Маза
23. Цврчак и мрав
24. Снежана и 7 патуљака
25. Мачка у чизмама
26. Миладинова чаробна лампа
27. Јулија и ...
28. Рођендан краљице Гу-Гу
29. Златокоса
30. Принцеза на зрну грашка
31. Принцеза у замку духова
32. Пинокио
33. Свирано Де Бержерак
34. Меца и деца
35. Четири прасета
36. Алекса у земљи чуда
37. Чаробна фрула
38. Бесна глиста
39. Храбри кројач
40. Е! Баш! Хоћу!
41. Кловн Сима
42. Златна рибица
43. Распевани јубилеј

## Глумци
Позориште Пуж нема уметнички ансамбл, већ ауторе и извођаче ангажује према потребама пројекта. У представама играју глумци, уз повремену употребу грангињола и учешће хора Бранкови Пужићи.
- Александар Вујановић
- Александар Срећковић Кубура
- Ана Радивојевић
- Ања Алач
- Биљана Машић
- Божидар Обрадиновић
- Бранислав Зеремски
- Бранка Шелић
- Бранко Коцкица
- Вања Милачић
- Весна Чипчић
- Војислав Савић
- Давор Перуновић
- Дамјан Кецојевић
- Димитрије Илић
- Добрила Илић
- Дубравка Ковјанић
- Дубравко Јовановић
- Злата Нуманагић
- Зоран Милетић
- Иван Зекић
- Игор Дамњановић
- Јелена Ангеловски
- Јелена Петровић
- Катарина Тодоровић
- Катарина Јовановић
- Лако Николић
- Љиљана Стјепановић
- Маја Шуша
- Марко Јовичић
- Милан Чучиловић
- Милена Васић
- Милица Живановић
- Мирко Ковачевић
- Михајло Јовановић
- Младен Миљановић
- Наташа Марковић
- Ненад Ћирић
- Предраг Филиповић
- Радован Вујовић
- Растко Вујисић
- Сандра Бугарски
- Софија Јуричан
- Стеван Пиале
- Стефан Алексић
- Сузана Лукић
- Тамара Алексић
- Феђа Стојановић
- Филип Иванчић

## Награде
Позориште је добило низ награда. Само на Которском фестивалу позоришта за децу Пуж је учествовао шест пута и добио укупно 18 награда: два пута Гранд при фестивала, три пута награду града Котора, четири пута награду Дечјег жирија, као и бројне глумачке и друге награде.